# Saint-Germain-des-Bois, Nièvre
Saint-Germain-des-Bois är en kommun i departementet Nièvre i regionen Bourgogne-Franche-Comté i de centrala delarna av Frankrike. Kommunen ligger i kantonen Tannay som tillhör arrondissementet Clamecy. År 2022 hade Saint-Germain-des-Bois 117 invånare.

## Befolkningsutveckling
Antalet invånare i kommunen Saint-Germain-des-Bois
| Referens: INSEE |